# Station Grundset
Station Grundset is een station in  Grundset in fylke Innlandet  in  Noorwegen. Het station ligt aan Rørosbanen, en was oorspronkelijk het eindpunt van de lijn Hamar - Grundseth. Grundset werd al in 1985 gesloten voor regulier personenvervoer. Het stationsgebouw was een ontwerp van Georg Andreas Bull. 